# Chilothorax mossulensis
Chilothorax mossulensis är en skalbaggsart som beskrevs av Étienne Mulsant och Jean Baptiste Godart 1879. Chilothorax mossulensis ingår i släktet Chilothorax och familjen Aphodiidae. Inga underarter finns listade i Catalogue of Life.